# SSN-AUKUS
SSN-AUKUS o la clase Aukus (anteriormente conocido como Submersible Ship Nuclear (Replacement), SSN (R), en español buque sumergible nuclear (reemplazo)) es una clase planificada de submarino de propulsión nuclear (SSN) destinado a entrar en servicio con la Marina Real Británica del Reino Unido a finales de la década de 2030 como reemplazo de la actual clase Astute, el último de los submarinos de esa serie se entregará en 2026. En marzo de 2023, se anunció que la Marina Real Australiana se uniría al programa SSN(R) para reemplazar sus antiguos submarinos de la clase Collins.
El submarino estará propulsado por un reactor de agua a presión (PWR) Rolls-Royce.

## Desarrollo
La fase de concepto inicial del programa estaba programada para durar tres años. Esta fase había comenzado a principios de 2018, pero se suspendió durante dos años debido a retrasos en los programas de submarinos de clase Astute y clase Dreadnought. En 2020, el Ministerio de Defensa británico contrató a un Gerente de Proyecto de Agencia de Entrega de Submarinos para trabajar en el proceso de diseño y desarrollo de SSN(R).
En marzo de 2021, el periódico de defensa del gobierno "Defense in a Competitive Age" se comprometió a financiar el proyecto SSN(R). A esto le siguió en septiembre de 2021 una inversión de 170 millones de libras esterlinas por parte del gobierno en forma de dos contratos de 85 millones de libras esterlinas con BAE Systems y Rolls-Royce Holdings para los primeros trabajos de diseño en el SSN(R). La inversión respaldará 350 puestos de trabajo para la economía del Reino Unido.
En noviembre de 2022, MSubs Ltd obtuvo un contrato de 15,4 millones de libras esterlinas para construir una embarcación XLUUV (vehículo submarino extragrande sin tripulación) que se entregará a la Royal Navy en un plazo de dos años. El buque de 17 toneladas (conocido como Proyecto CETUS) se describe como "el próximo paso en el desarrollo de la capacidad autónoma de guerra submarina" y también se incorporará al diseño de SSN(R).
En enero de 2023 se informó que era probable que los submarinos incorporaran un sistema de lanzamiento vertical (VLS) para misiles de ataque terrestre. Esta sería la primera vez para los SSN de la Royal Navy, que actualmente lanzan misiles de ataque terrestre a través de sus tubos de torpedos. Se describió que es probable que un sistema VLS aumente las opciones de interoperabilidad con la Marina de los EE. UU., ya que es posible que los futuros misiles de ataque terrestre de los EE. UU. no tengan una opción de lanzamiento horizontal.
En octubre de 2023, el gobierno británico anunció una serie de contratos, por un valor conjunto de 4.000 millones de libras, para apoyar el diseño y desarrollo de la clase de submarinos hasta 2028. Estos contratos financiarán la finalización del diseño del submarino, así como la adquisición de artículos de larga duración para el primer submarino del Reino Unido.

### Aukus
El diseño pasó a llamarse SSN-AUKUS en marzo de 2023 cuando Australia se unió al programa y se incorporó tecnología estadounidense adicional, ambos como parte del acuerdo AUKUS. El primer ministro británico, Rishi Sunak, anunció en marzo de 2023 que el Reino Unido aumentaría el gasto en defensa en 5.000 millones de libras esterlinas adicionales durante dos años, parte del cual se destinaría a financiar "la próxima fase del programa de submarinos AUKUS". El submarino estará propulsado por un reactor de agua a presión (PWR) de Rolls-Royce. BAE Systems, Barrow-in-Furness y ASC Pty Ltd liderarán la construcción del submarino en el Reino Unido y Australia. A partir de 2023, la fuerza laboral se amplió de 10.000 trabajadores a 17.000 para respaldar tanto el programa de submarinos de la clase Dreadnought como el submarino AUKUS. Si bien era probable que un componente significativo del trabajo se llevara a cabo en Barrow-in-Furness, también se informó que el astillero naval de Osborne en Australia del Sur probablemente participaría en una parte importante del trabajo.
La declaración conjunta de líderes de marzo de 2023 indicó que: "A fines de la década de 2030, el Reino Unido entregará su primer SSN-AUKUS a la Royal Navy. Australia entregará el primer SSN-AUKUS construido en Australia a la Marina Real Australiana a principios de la década de 2040".
En marzo de 2023, el vicealmirante Jonathan Mead, jefe de la Fuerza de Tarea de Submarinos de Propulsión Nuclear de Australia, dijo que el diseño del SSN-AUKUS estaba "alrededor del 70 por ciento maduro".
La clase SSN-AUKUS "incorporará tecnología estadounidense, como sistemas y componentes de plantas de propulsión, un sistema de lanzamiento vertical y armas comunes", y "tendrá un alto grado de similitud" con la clase Virginia , incluido "compartir elementos de la planta de propulsión, el sistema de combate y las armas", mejorando la interoperabilidad y la transición de Australia a SSN-AUKUS.